# Левин, Ирвинг
Ирвинг Раскин Левин (англ. Irving R. Levine; 26 августа 1922 года — 27 марта 2009 года) — американский журналист и писатель, корреспондент NBC News. За свою 45-летнию карьеру Левин работал более чем в двух десятков стран мира. Был единственным корреспондентом американского телевидения, аккредитованным в СССР, позже написал три книги о жизни в СССР, ставшие бестселлерами.

## Карьера
Ирвинг Р. Левин родился в городе Потакет, штат Род-Айленд, его родители были еврейскими эмигрантами с Украины и имели небольшой магазин. Ирвинг окончил Брауновский университет и с самого раннего детства мечтал о карьере журналиста-международника. Левин занялся журналистикой, когда стал писать некрологи в The Providence Journal. Во время Второй мировой войны Ирвинг служил в войсках связи.
После окончания аспирантуры факультета журналистики Колумбийского университета, Левин начал работать в International News Service. После начала войны в Корее в 1950 году стал активно работать в службе новостей NBC. После этого побывал в более чем двадцати странах (включая СССР) и написал множество популярных статей и репортажей. Позднее вспоминал, что в 1955 году в СССР ему предлагали стать шпионом, но он отказался, и, несмотря на слежку и угрозы, продолжил писать о жизни в СССР.
В 1960 году написал «Путеводитель по России» («Travel Guide to Russia»), который удостоился сатирической рецензии в журнале «Крокодил».
Позже он был командирован в Рим, где проработал 12 лет, также работал в Вене и Токио. Левин писал репортажи о строительстве Берлинской стены и об открытии Второго Ватиканского собора в 1961 году, а в 1968 году — о вторжении советских войск в Чехословакию.
После возвращения в США в 1971 году, Левин стал главным корреспондентом экономической рубрики NBC. Журнал «Time» писал о нём как о пионере экономической журналистики на телевидении.
Левин стал очень известным журналистом и писателем, его отличительными чертами стало ношение галстука-бабочки и безупречная дикция. Ирвинг участвовал в шоу Saturday Night Live, снялся в сериале «Мерфи Браун», давал интервью Дэвиду Леттерману и Джею Лено.
После ухода на пенсию в 1995 году, Левин стал деканом Lynn University, школы международного сотрудничества в Бока-Ратоне, штат Флорида. Он уволился оттуда в 2004 году.

## Семья
В 1957 году Левин женился на Нэнси Картмелл Джонс, которая работала на шоу Дэйв Гарроуэя. У них трое детей: Даниил, Джеффри С. Б. и Дженнифер Дж. Левин.

## Работы
- Main Street, U.S.S.R. (1959), назван газетой Нью-Йорк Таймс одной из «100 лучших книг года»[1].
- Travel Guide to Russia (1960);
- The New Worker in Soviet Russia (1973).